# Figueiredo (Paderne de Allariz)
Figueiredo (llamada oficialmente San Pedro de Figueiredo) es una parroquia y un lugar del municipio español de Paderne de Allariz, en la provincia de Orense, Galicia.

## Organización territorial
La parroquia está formada por una entidad de población:
- Figueiredo

## Demografía
Gráfica demográfica del lugar y parroquia de Figueiredo según el INE español:
| Gráfica de evolución demográfica de Figueiredo entre 2000 y 2023 |
|                                                                  |
| Datos según el nomenclátor publicado por el INE.                 |